# 風になって (森山直太朗の曲)
「風になって」（かぜになって）は森山直太朗11枚目シングル。2006年9月13日発売。発売元はユニバーサルミュージック。ミュージック・ビデオ監督は川村ケンスケ。

## 収録曲
全曲　作詞・作曲：森山直太朗/御徒町凧　編曲：笹路正徳
1. 風になって(4:19)
2. 愛のテーゼ(5:19)
3. メビウス(2:21)

## 収録アルバム
『風待ち交差点』（2006年11月29日） - 風になって、愛のテーゼ　　

## タイアップ
風になって　日本テレビ系「第30回鳥人間コンテスト選手権大会」テーマソング
読売テレビ「情報ライブ ミヤネ屋」エンディングテーマ